# 阿科纳级护卫舰
阿科纳级（德語：Arcona-Klasse）是普鲁士海军于1850年代至1860年代建造的五艘盖甲板护卫舰所使用的船级。该船级由首舰阿科纳号、瞪羚号、菲内塔号、赫塔号和伊丽莎白号共同组成；舰只命名没有遵循任何特定的模式。阿科纳级分为三个批次建造，其尺寸和主机功率各有不同，但舰载武器主要由二十八门68磅炮组成。它们旨在投入海外担任驻地舰，以保护普鲁士和德意志的利益并作进一步的力量投射——通常是在炮舰外交的基础上于海外设立的基地服役。
该级舰于1859年至1869年间依次入役，于1870年代主要执行海外派驻任务，尤其是在加勒比海、地中海和太平洋地区。到1870年代中期，同级的前四艘舰均撤出前线服役并改作训练舰使用，并于1884年从海军名录中除籍，后出售拆解。惟伊丽莎白号一直服役至1887年，在后来德国设于非洲和大洋洲的殖民地多次宣示主权，并且是帝国海军巡洋分舰队的一份子；它自1887年起充当废船使用，直至1904年在斯德丁拆解报废。

## 设计
19世纪50年代，普鲁士海军为了对付假想敌丹麦，于1855年开始制定了大规模的造舰计划。其中采用螺旋桨推进方式的机帆动力并用、木制结构的盖甲板护卫舰、平甲板护卫舰和通报舰三种舰型，成为德国巡洋舰的鼻祖。采购这些舰只的原因是，随着普鲁士的贸易利益在亚洲、中美洲、南美洲以及太平洋的海外市场上扩张，它们在那里与其他欧洲列强的利益发生冲突，后者便将普鲁士公司排除出其海外利益的活动之外。因此，海军司令部决定以从英国置换而来的风帆巡防舰忒提斯号为蓝本设计阿科纳级舰只，使之不仅配备蒸汽动力的技术创新，而且还配备具有相应大巡航半径的传统航行设施，能够胜任所谓的“驻地舰”职责以保护普鲁士和德意志的利益，并作为进一步的力量投射——通常是在炮舰外交的基础上于海外设立的基地活动。
阿科纳级是自勃兰登堡海军时代以来在普鲁士建造的第一个大型军舰船级。所有同级舰均由但泽王国船厂承建，但分为三个尺寸略有不同的建造批次。其中阿科纳号和瞪羚号为第一批次、菲内塔号和赫塔号组成了第二批，伊丽莎白号为最后一批。它们也是德意志邦国建造的首批配备蒸汽机的舰艇。

### 整体特征
阿科纳号和瞪羚号的水线长和全长分别为63.55米和71.95米，有13米的舷宽以及5.55米的前吃水和6.35米的后吃水；其标准排水量为1,928吨，满载时则可达2,391吨。第二批次的舰只略长，水线长和全长分别为65.5米和73.32米，舷宽12.9米，最大吃水6.53米，设计和满载排水量也分别增至2,113吨和2,504吨。伊丽莎白号作为第三批建造的产品，水线长和全长分别为71.5米和79.35米，舷宽13.2米，最大吃水6.40米，是同级最大的舰艇；其设计排水量为2,454吨，满载时则高达2,912吨。全部五艘舰的舰体均为鳞状搭造的横向框架木制结构，并嵌有铜板，以保护木材在海外长时间巡航时免受生物淤积的侵害，因为在长途航行中无法进行定期维护。
阿科纳级舰只的标准船员编制为35名军官和345名水兵。每艘同级舰都可携带一些未指定类别的小型舰载艇。它们都是优秀的海船，在螺旋桨运作和平舱的情况下，其操纵和转向能力非常出色，惟需要使用大量帆具。若采用蒸汽动力，则在恶劣海况下会有显著的速度损失。

### 推进装置
阿科纳级护卫舰由一台卧式两缸双胀蒸汽机提供动力，用以驱动一副直径为4.8米的双叶螺旋桨。蒸汽由分布在非密闭式轮机舱和锅炉舱内的四台燃煤火管锅炉提供，它们通过管道引入舰舯部一座可伸缩的烟囱内。除了不受风力的影响外，蒸汽机还可通过蒸汽动力蒸馏器为舰只提供独立于陆地上的饮用水。作为辅助动力，这些舰只各配备有一套总帆面积为2,200平方米的全帆装索具。
由于蒸汽机的供应商各不相同，因此各舰之间的额定功率亦略有不同。其中阿科纳号的功率为1,365匹指示馬力（1,018千瓦特），最大航速12.4節（23.0每小時）；瞪羚号的功率为1,320匹指示馬力（980千瓦特），最大航速12節（22每小時）。这两艘舰的贮煤量为220吨，能够以11節（20每小時）的速度的巡航1,150海里（2,130）。菲内塔号和赫塔号的额定功率分别为1,580匹指示馬力（1,180千瓦特）和1,510匹指示馬力（1,130千瓦特），最大航速分别为11.7節（21.7每小時）和11.5節（21.3每小時），它们的贮煤量为190吨，能够以11节的速度巡航1,350海里（2,500）。伊丽莎白号则拥有比任何姊妹舰都强大的动力，达到2,440匹指示馬力（1,820千瓦特），最大航速12.1節（22.4每小時）。由于贮煤量提高到240吨，其巡航半径明显增强，能够以10節（19每小時）的速度航行1,990海里（3,690），或以12節（22每小時）的速度的航行1,020海里（1,890）。

### 武器装备
竣工时，阿科纳号、菲内塔号和赫塔号装备有二十八门68磅滑膛炮，瞪羚号和伊丽莎白号则是以六门68磅炮搭配二十门36磅炮作为主舰炮；所有这些火炮均为前装式。自1869年起，它们被十七门150毫米22倍径箍炮和两门125毫米23倍径箍炮所取代，这些是更具现代化的后装炮。其中150毫米炮的射程为5,000米。

## 同级舰
| 舰名       | 出处     | 船厂         | 下水           | 投运          | 除籍          | 结局       |
| ---------- | -------- | ------------ | -------------- | ------------- | ------------- | ---------- |
| 阿科纳号   | 阿科纳角 | 但泽王国船厂 | 1858年5月19日  | 1859年4月15日 | 1884年3月18日 | 1884年拆解 |
| 瞪羚号     | 瞪羚     | 但泽王国船厂 | 1859年12月19日 | 1862年5月15日 | 1884年        | 1906年拆解 |
| 菲内塔号   | 菲内塔   | 但泽王国船厂 | 1863年6月4日   | 1864年3月3日  | 1884年        | 1897年拆解 |
| 赫塔号     | 赫塔     | 但泽王国船厂 | 1864年10月1日  | 1865年11月1日 | 1884年        | 1902年拆解 |
| 伊丽莎白号 | 伊丽莎白 | 但泽王国船厂 | 1868年10月10日 | 1869年9月29日 | 1887年9月20日 | 1904年拆解 |

## 服役历史
首舰阿科纳号于1859年入役后率先用于海外部署，并参加了普鲁士远征东亚的行动。自1862年起，瞪羚号也开始承担这一职责。在普丹战争期间，只有阿科纳号和尚未完全投入使用的菲内塔号积极参战，其中阿科纳号在亚斯蒙德海战时曾担任普鲁士分舰队司令、海军上校爱德华·冯·雅赫曼的旗舰。1868年，菲内塔号成为普鲁士海军第一艘完成环球航行的军舰。所有同级舰都未积极参与普奥战争或普法战争。至1870年代，这些舰只继续执行海外派遣任务，尤其是在在加勒比海、地中海和太平洋地区。
早在1869年，阿科纳号就被用作海军学员的教学舰，并从1873年开始以此身份完成了环球航行。从1874年6月到1876年4月，瞪羚号也进行了环球航行，但这是出于科学研究目的而完成的，主要是为了在凯尔盖朗群岛观察1874年的金星凌日。到1870年代中期，前两个批次的同级舰均已撤出前线服役并改作教学舰，它们于1884年正式从海军名录中除籍，其后出售拆解。只有伊丽莎白号一直服役至1887年，在后来德国设于非洲和大洋洲的殖民地多次宣示主权，并且是帝国海军巡洋分舰队的一份子；它自1887年起充当废船使用，直至1904年在斯德丁拆解报废。